# Malvidină
Malvidina este un compus organic natural, aparținând clasei antocianidinelor metoxilate (este un derivat 3',5'-metoxilat de delfinidină). Este un pigment vegetal iar derivații săi de tip glicozide sunt foarte răspândiți în natură.
Malvidina este compusul care conferă culoarea vinului roșu, specia Vitis vinifera fiind principala sursă naturală. Este prezentă și în alte fructe, precum sunt anumite tipuri de afin (precum Vaccinium corymbosum sau Amelanchier alnifolia).
În mediu acid, soluțiile de malvidină au o culoare caracteristică roșie, iar soluțiile alcaline prezintă o culoare albastră.

## Glicozide
- Malvină, malvidin-diglucozidă
- Oenină, malvidin-3-glucozidă
- Primulină, malvidin-3-O-galactozidă
- Malvidin-3-rutinozidă, pigmentul bracteelor de Curcuma alismatifolia[6]
- Malvidin-3-O-glucozidă-5-O-(6-acetilglucozidă), pigmentul speciilor de Geranium[7]